# Fernand De Clerck
Pour les articles homonymes, voir De Clerck.
Fernand De Clerck (Bruges, 15 avril 1931 - Varsenare, 22 mars 2014) est le huitième président du Club Bruges KV, un club de football belge, qu'il préside de 1973 à 1999.

## Présidence du Football Club Brugeois
Fernand De Clerck entre dans le Conseil d'Administration du Football Club Brugeois en 1971 et est nommé immédiatement vice-président. Deux ans plus tard, après le deuxième titre de champion de Belgique obtenu par le Club, il succède à son père André au poste de président. Le début de son règne n'est pas de tout repos. Après avoir dû licencier l'entraîneur du titre Leo Canjels pour une interview déplacée au Nieuwsblad, il découvre que le Club est au bord de la faillite, la faute à des dépenses démesurées pour remporter le titre. Il demande de l'aide à l'administration communale de Bruges pour sortir son club de cette mauvaise passe et financer la modernisation du vieillissant « Klokke ». Le bourgmestre de l'époque, Michel Van Maele, fait appel à des relations d'affaires pour investir dans le Club, et finance un nouveau stade pour les deux clubs professionnels de la ville, le « Club » et le « Cercle » : l'Olympiapark. Van Maele fut désigné à la fonction d'administrateur délégué. La fonction de président devint dès lors plus cérémonielle.
En 1974, il est cofondateur de la Pro League.
C'est dans ce nouveau stade, sous la présidence de Fernand De Clerck, que le Club de Bruges vit la plus belle période de son histoire. Emmené par le « mage » autrichien Ernst Happel, l'équipe remporte trois titres consécutifs, une Coupe de Belgique, et participe à deux finales européennes, perdues chaque fois contre Liverpool.
Durant ses 26 années de présidence (le plus long mandat pour un président du Club), l'équipe remporte en tout neuf titres de Champion de Belgique, cinq Coupes de Belgique, neuf Supercoupes de Belgique et une Coupe de la Ligue Pro. Ce palmarès fourni permet au Club de devenir le deuxième grand club de Belgique, derrière le Sporting Anderlecht.
Un conflit entre membres de la direction du Club provoque son départ au printemps 1999, mettant un terme à la « dynastie De Clerck », qui présidait aux destinées du Club depuis 62 ans. Fernand De Clerck resta cependant « Président d'Honneur » des Blauw & Zwart.

## Sources
- Site officiel du Club Bruges KV